# Idaea simplicior
Idaea simplicior là một loài bướm đêm trong họ Geometridae.